# Русская Бекшанка
Русская Бекшанка — село в Барышском районе Ульяновской области. Входит в состав Ленинского городского поселения.

## География
Населённый пункт расположен на реке Бекшанка в 30 километрах к югу от города Барыш — административного центра района. Расстояние до Ульяновска — 134 километра.

### Часовой пояс
Русская Бекшанка, как и вся Ульяновская область, находится в часовой зоне МСК+1. Смещение применяемого времени относительно UTC составляет +4:00.

## История
Село основано в конце XVII века в связи со строительством Сызранской черты.
Храм деревянный, теплый, построен в 1717 году, а в 1864 году поправлен прихожанами. Престол в нём во имя Архистратига Божьего Михала. 
В 1780 году, при создании Симбирского наместничества, село Архангельское Бекшанка тож, пахотных солдат, однодворцев, помещичьих крестьян, тут же деревня Ребровка, пахотных солдат, вошло в состав Канадейского уезда. С 1796 года в Сызранском уезде Симбирской губернии.
В 1859 году в село Русская Бектяшка, находилось во 2-м стане, по тракту из пригорода Канадея в г. Кузнецк, имелась церковь.
К 1913 году в селе располагались церковь, школа.
До 2005 года входило в состав ныне упразднённого Новобекшанского сельсовета.

## Население
| 2010 |
| ---- |
| 227  |

На 1780 год в селе жило 349 ревизских душ. В 1859 году в 69 дворах жило: 255 м. и 277 ж.; На 1900 год в с. Русской Бекшанке (н. р.) в 107 дворах жило: 349 м. и 358 ж.;Согласно статистическим данным, в 1913 году в селе было 129 дворов, проживало 822 жителя (русские). Население в 1996 году — 322 человека, преимущественно русские. В 2002 году в селе проживало 297 человек, преимущественно русские (93%).

## Известные уроженцы
- Богданов Модест Николаевич (1841—1888) — русский зоолог и путешественник.

## Достопримечательности
- Родник, святой источник Владимирской иконы Божией Матери, село Русская Бекшанка[10].
- Монумент Славы защитникам Отечества, погибшим в годы Великой Отечественной войны 1941-1945 гг. Установлен 7 января 2000 г.[11]
- Памятник воинам, погибшим в годы Великой Отечественной войны 1941-1945 гг. Установлен около администрации села в 1975 г.[11]

## Инфраструктура
Село разделено на три улицы: Молодёжная, Подгорная, Центральная.